# The Call of the Wild
The Call of the Wild és una pel·lícula estatunidenca dirigida per William A. Wellman i estrenada l'any 1935.	

## Argument
La seva acció té lloc a Alaska, quan el cercador d'or Jack Thornton compra un gos anomenat Buck. Els problemes sorgeixen quan Smith, un altre cercador d'or, vol matar el gos com a venjança d'una mossegada rebut d'aquest. Així que proposa a Jack una cursa de trineus per la neu amb una aposta sigui, precisament, Buck.

## Repartiment
- Clark Gable: Jack Thornton
- Loretta Young: Shorty Hollihan
- Jack Oakie: Claire Blake
- Reginald Owen: Smith
- Frank Conroy: John Blake
- Sidney Toler: Joe Groggins
- Charles Stevens: François
- Lalos Encinas: Kali
- Katherine DeMille: Marie
- James Burke: Ole
- Duke Green: Frank
- Marie Wells: Hilda